# Château de Halton
Le château de Halton se situe dans l'ancien village du même nom qui fait maintenant partie de la ville de Runcorn, dans le comté de Cheshire, en Angleterre. Le château est situé au sommet de Halton Hill, une colline proéminente constituée de grès, qui domine le village. Il a été désigné monument historique classé Grade I par l'English Heritage.
Ce fut en ce lieu que siégèrent les Barons de Halton, du XIe au XIVe siècle, puis le château revint au duché de Lancastre. Il fut assiégé à deux reprises pendant la Première Révolution anglaise à la suite de laquelle sa structure se détériora. Au XVIIIe siècle, on construisit un nouveau palais de justice à l'emplacement de l'ancien corps de garde. Le château est en ruines, à l'exception du palais de justice qui a été transformé en pub.

## Histoire

### Bâtiment et administration
Bien qu'il ne subsiste aucune preuve, il est probable que Halton Hill ait été un village dès la Préhistoire.
À la suite de la conquête normande, la baronnie de Halton fut établie par Hugues d'Avranches, Ier comte de Chester. Le premier baron à être nommé fut Nigel du Cotentin et il est quasi certain qu'il soit à l'origine de la construction d'un château à motte castrale en bois sur le site, bien que les fouilles qui ont eu lieu en 1986-87 n'aient montré aucune preuve de l'existence d'une structure à motte castrale, pas plus que celle d'une tour ou d'une palissade en bois. Il est plus probable qu'au XIIe siècle, la structure en bois ait été remplacée par un château construit à base de grès local, bien qu'il n'en existe aucune trace écrite.
Les détails relatifs aux travaux sont obscurs mais on suppose que Jean de Gand, XIVe baron, apporta des modifications au château, mais une fois encore, aucune preuve écrite ne vient le confirmer. Lorsque Henry Bolingbroke, XVe baron, monta sur le trône devenant ainsi le roi Henri IV, le château devint la propriété du duché de Lancastre.
La toute première preuve relative aux travaux de construction du château de Halton montre qu'au cours du XVe siècle et ce, jusqu'au XVIe siècle, il fut entretenu régulièrement. Entre 1450 et 1457, une nouvelle tour fut construite à l'entrée du château. Aucune preuve n'atteste que le château ait eu un rôle majeur lors de la guerre des Deux-Roses; ce fait est peu probable en raison de sa situation géographique relativement inconnue. Une enquête sur les palais royaux datant de 1609, suggère cependant qu'à cette période, le château était tombé en ruines. À l'époque des Tudors, il fut davantage utilisé comme prison, centre administratif et cour de justice que comme forteresse. En 1880-81, le château devint une prison pour les récusants catholiques, mais il n'existe aucune preuve qu'il ait été utilisé à ces fins.

## Visites royales
Il existe peu de preuves témoignant de la visite de personnages éminents au château, bien que l'on ait la conviction que le roi Jean s'y soit rendu en 1207 et ait fait don de 5 livres destinés à l'entretien de sa chapelle. Édouard II visita certainement le château et y séjourna trois jours en novembre 1323, période à laquelle il visita également le Prieuré de Norton.

## Première Révolution
Lorsque la Première Révolution anglaise débuta, des Royalistes étaient placés en garnison au château sous les ordres du Capitaine Walter Primrose qui avait été nommé par le comte Rivers. Le château fut assiégé en 1643 par les Têtes rondes obéissant à Sir William Brereton (en) et les Royalistes finirent par se rendre après plusieurs semaines.
En apprenant l'approche des troupes Royalistes supérieures menées par le Prince Rupert du Rhin, les Parlementaires abandonnèrent le château et il passa à nouveau dans les mains des Royalistes sous les ordres du Colonel Fenwick. Un second siège eut lieu en 1644 mais, comme les chances des Royalistes déclinaient ailleurs, ils se retirèrent de Halton et les Parlementaires, obéissant à Sir William Brereton, occupèrent à nouveau le château.
En 1646, un "Conseil de Guerre" se tint à Warrington où il fut décidé que les ouvrages défensifs des châteaux de Halton et de Beeston devaient être démantelés, ce qui, à la longue, se produisit. Par la suite, le château de Halton n'eut plus aucune fonction militaire. En 1650, on le disait "très ruineux".

## Histoire plus récente
Le bâtiment continua de se détériorer bien que le corps de garde faisait toujours fonction de cour. En 1728, George Cholmondeley, 2ème Comte de Cholmondeley, loua à bail le site qui appartenait à la Couronne. En 1737, un palais de justice fut construit sur le site du corps de garde médiéval. Henry Sephton (en), un architecte et entrepreneur de Liverpool, ainsi que John Orme, un menuisier de Prescot, furent désignés pour réaliser les travaux. Le premier étage servait de salle de tribunal alors que le sous-sol était l'endroit où l'on gardait les prisonniers.
En 1792, le palais de justice tomba en ruine mais on trouva de l'argent pour le réparer bien que l'on ne sache pas vraiment d'où cet argent provenait. La cour continua de fonctionner en ce lieu jusqu'en 1908.
Dans les années 1800, côté est du château, on ajouta trois murs au style extravagant, qui vinrent compléter les murs en ruine existants, afin de rendre le château plus impressionnant lorsqu'on le regardait depuis le Prieuré de Norton où résidait sir Richard Brooke. L'un de ces murs fut démoli vers 1906. À l'époque victorienne, on construisit un jardin en contrebas et deux boulingrins à l'intérieur de l'enceinte du château. En 1977, ce dernier fut loué à bail par le Conseil du Comté de Halton. En 1986-87, le site sur lequel se trouvait le château fut fouillé.

## État actuel

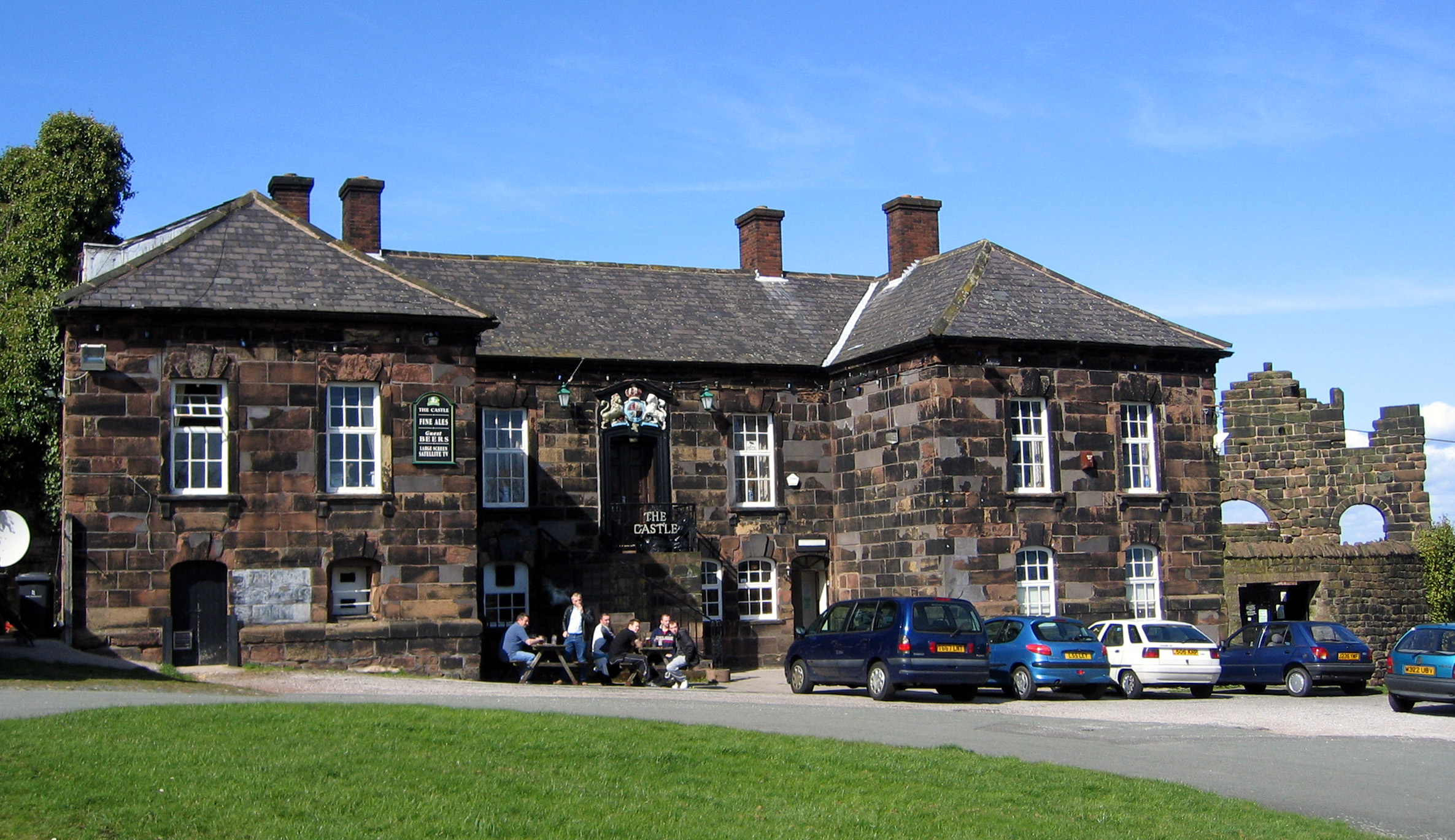
Castle Hotel

Le château appartient toujours au duché de Lancastre et le site est géré par le "Norton Priory Museum Trust". L'intérieur du château est parfois ouvert au public et des plans prévoient de le rendre plus accessible dans le futur.
Le château est classé monument historique de Grade I. Ses murs sont en ruine mais la circonférence est intacte et il est possible d'en faire le tour complet à pied. De par sa position de premier plan, il offre des vues étendues dans toutes les directions, y compris jusqu'au Lancashire, au Cheshire, aux Pennines, aux collines du parc national de Peak District et aux montagnes du nord du Pays de Galles. Le palais de justice est aujourd'hui un pub qui porte le nom de Castle Hotel. Le premier étage est utilisé comme salle de réunion et on trouve au sous-sol les caves du pub. Ce dernier a été désigné monument historique classé Grade II.